# Liste der denkmalgeschützten Objekte in Innerschwand am Mondsee
Die Liste der denkmalgeschützten Objekte in Innerschwand am Mondsee enthält die denkmalgeschützten, unbeweglichen Objekte der Gemeinde Innerschwand am Mondsee.

## Denkmäler
| Foto  |                 | Denkmal                                                                                   | Standort                                        | Beschreibung | Metadaten |
| ----- | --------------- | ----------------------------------------------------------------------------------------- | ----------------------------------------------- | --- | --- |
| ja    | Datei hochladen | Kath. Filialkirche hl. Josef, Heimkehrerkirche Loibichl HERIS-ID: 94924 Objekt-ID: 110118 | gegenüber Loibichl 45 Standort KG: Innerschwand | Die Kirche wurde von den Heimkehrern beider Weltkriege als Dank für die glückliche Heimkehr errichtet. Die Innenausstattung stammt vom Bildhauer Haslinger aus Linz. Das Altarfresko zeigt die Vorsehung Gottes, die Geburt, die 7 Engel mit den Geißelwerkzeugen und den Verkündigungsengel. Im Deckenfresko sind neben einigen Heiligen auch die Symbole der vier Evangelisten dargestellt.    | BDA-Hist.: Q29063864 Status: § 2a Stand der BDA-Liste: 2025-06-30 Name: Kath. Filialkirche hl. Josef, Heimkehrerkirche Loibichl GstNr.: .264     |
| ja BW | Datei hochladen | Mondsee, Seeufersiedlung Mooswinkel (Uferbereich) HERIS-ID: 112183 Objekt-ID: 130252      | Mondsee Standort KG: Innerschwand               | Die Pfahlbausiedlung Mooswinkl wurde Anfang der 1970er Jahre im Zuge einer systematischen Betauchung der Salzkammergutseen entdeckt. Sie stellt mit einer Tiefenlage der Pfähle von bis zu 8 m einen Sonderfall dar. Mit einiger Wahrscheinlichkeit handelte es sich dabei um keine Siedlung, sondern um eine Fährstation. Die Fundstelle selbst liegt im See und damit in der Gemeinde Mondsee. | BDA-Hist.: Q64692190 Status: Bescheid Stand der BDA-Liste: 2025-06-30 Name: Mondsee, Seeufersiedlung Mosswinkel (Uferbereich) GstNr.: 2676/1     |
| ja    | Datei hochladen | Konradsbrunnen-Kapelle HERIS-ID: 52449 Objekt-ID: 59275                                   | Standort KG: Innerschwand                       | Im Jahre 1145 wurde an dieser Stelle der Mondseer Abt Konrad II. erschlagen. Diese Quelle wird vorwiegend aufgesucht, um Heilung von Augenleiden zu erhalten. | BDA-Hist.: Q38051465 Status: § 2a Stand der BDA-Liste: 2025-06-30 Name: Konradsbrunnen-Kapelle GstNr.: .215 Konradsbrunnen-Kapelle, Innerschwand |